# 韦尔塔德劳维斯帕利亚
韦尔塔德劳维斯帕利亚，是西班牙卡斯蒂利亚-拉曼恰昆卡省的一个市镇。总面积42平方公里，总人口153人（2001年），人口密度4人/平方公里。